# Bartłomiej Maria Dal Monte
Bartłomiej Maria Dal Monte, właśc. wł. Bartolomeo Maria Dal Monte (ur. 3 listopada 1726 w Bolonii, zm. 24 grudnia 1778) – włoski kapłan i prezbiter archidiecezji Bolonia, założyciel zgromadzenia Pobożnych Dzieł Misji, błogosławiony Kościoła rzymskokatolickiego.
Był piątym dzieckiem zamożnych rodziców Orazio Dal Monte i Anny Marii Bassani.
Święcenia kapłańskie otrzymał w 1749 roku a w 1751 roku ukończył studia z teologii.
Zmarł w opinii świętości mając 52 lata.
Papież Benedykt XV ogłosił go czcigodnym 23 stycznia 1921 roku.
Beatyfikował go Jan Paweł II w rodzinnym mieście w dniu 27 września 1997 roku.